# Alexandre Marc
Alexandre Marc (* 1904 in Odessa; † 22. Februar 2000 in Vence) war ein französischer Schriftsteller.
Alexandre Marc, geborener Aleksander Markovitch Lipiansky, entstammte einer jüdischen Familie in Russland. Durch die Oktoberrevolution vertrieben, wanderte die Familie 1918 nach Frankreich aus. Marc studierte Philosophie und Recht. 1927 legte er sein Jura Diplom an der freien Schule der politischen Wissenschaften in Paris ab.

## Leben
1929 gründete Marc den Club du Moulin Vert als Ort für einen Dialog in religiösen und ökumenischen Fragen. Dort wurden die sozialen und politischen Fragen der Zeit diskutiert. Ein Jahr später war er maßgeblicher Autor an dem Manifest "Der neue Befehl", das 1931 unter dem Titel Aufruf veröffentlicht wurde. Marc arbeitete für mehrere Zeitungen. 1933 heiratete er und er konvertierte zum Katholizismus. 
In den 1930er-Jahren prägten Marc einerseits die Erfahrung der Krise des Kapitalismus, die im Börsenkrach an der Wall Street ihren Höhepunkt hatte, andererseits das Aufkommen totalitärer politischer Regime in Europa. In dieser Zeit knüpfte Marc über die Pariser intellektuellen Kreise hinaus Kontakte mit Gleichgesinnten in Großbritannien, Spanien, Belgien und Deutschland. Er traf Otto Strasser und Harro Schulze-Boysen und korrespondierte mit Arnaud Dandieu, Daniel-Rops, Robert Aron, Claude Chevalley, René Dupuis, Denis de Rougemont, Jean Jardin Xavier von Lignac und Albert Olivier. Ihnen gemeinsam war die Kritik am Kapitalismus, am Faschismus, am Erstarken der extremen Rechten und Linken, am Totalitarismus, aber auch am Pazifismus und einem entsolidarisierenden Individualismus. 
Marc befasste sich mit Psychologie und Philosophie und veröffentlichte 1933 in Zusammenarbeit mit René Dupuis das Werk „junges Europa“. Später flüchtete er vor den Nationalsozialisten und trat 1940 in die französische Armee ein, ehe er sich der Résistance anschloss. 
Als politischer Flüchtling war er mit seiner Familie von 1943 bis 1944 in der Schweiz interniert. In dieser Zeit widmete er sich besonders der Idee eines europäischen Föderalismus. Er entwarf eine Politik für „Geist und Wirtschaft“, in der ein gesichertes Existenzminimum (garantiertes soziales Minimum), ein nicht militärischer Bürgerdienst und eine Reform des Kapitalmarktes eine zentrale Rolle spielten. Auf diese Weise wollte er die globale wirtschaftliche und politischer Krise bewältigen. 
Für die Nachkriegszeit verfolgte er die Vision eines föderalen neuen Europas. 1946 wurde Alexandre Marc erster Generalsekretär der neuen L'Union européenne des Fédéralistes (Europäische Union der Föderalisten, UEF). In dieser Funktion bereitete Marc das erste Treffen der UEF in Amsterdam und den Kongress der UEF in Montreux vom 27. bis 31. August 1947 vor, an dem bereits Delegierte aus sechzehn Ländern teilnahmen. 
Mit Robert Aron veröffentlichte Marc "Prinzipien des Föderalismus" und bereitete den „Congrès Europas“ in Den Haag vom 7. bis 11. Mai 1948 vor. Er setzte sich für die Schaffung eines Obersten Gerichtshofes für Menschenrechte ein. Auf dem zweiten Kongress der UEF im November 1948 in Rom, auf dem über die Frage nach ihrer Auflösung zugunsten der sich kurz zuvor gebildeten Europäischen Bewegung gestritten wurde, plädierte Marc mit Henri Frenay und Altiero Spinelli für die Beibehaltung der UEF ein.
Seit 1947 beschäftigte sich Alexandre Marc u. a. mit der Erarbeitung des Entwurfs einer Welt-Verfassung und einer europäischen Verfassung, er beteiligte sich am Aufbau der UNESCO, wurde Diskussionsleiter der Europäischen Föderalistischen Bewegung, war maßgeblich an der Gründung des Internationalen Zentrums für europäische Bildung (CIFE) beteiligt und verfasste zahlreichen Werke und Artikel, in denen er seine Konzeption des „integralen Föderalismus“ entwickelte. Marc blieb aktiv bis ins hohe Alter.